# Кузьмин, Михаил Николаевич
Михаил Николаевич Кузьмин (29 сентября 1931, Москва —	4 ноября 2023) — советский и российский историк образования и историк культуры. Кандидат исторических наук (1968). Член-корреспондент Российской академии образования. Директор ФГУ «Институт национальных проблем образования» Министерства образования Российской Федерации (1991—2005), советник Федерального государственного учреждения «Федеральный институт развития образования» по национальным проблемам образования. Сын художника Н. В. Кузьмина.

## Биография
Родился 29 сентября 1931 года в Москве, в семье художника Николая Васильевича Кузьмина (1890—1987) и художницы Марии Ивановны Кузьминой (Петровой).
В 1954 году окончил Исторический факультет МГУ, работал учителем истории в Полоцке (Белорусская ССР). В 1958 году окончил аспирантуру при Институте славяноведения Академии наук СССР. В 1968 году защитил диссертацию на соискание учёной степени кандидата исторических наук по теме «Школа и образование в Чехословакии. История школьной системы и эволюция образовательного уровня (конец XVIII — 1 половина XX вв.)».
До 1991 года работал в качестве научного сотрудника, заведующего лабораторией, заведующего сектором, заведующего отделом в Институте общей педагогики Академии педагогических наук СССР и в Институте славяноведения и балканистики Академии наук СССР.
С 1991 по 2005 — руководитель Федерального государственного учреждения «Институт национальных проблем образования» Министерства образования Российской Федерации.
16 июня 1992 года избран членом-корреспондентом Российской академии образования (отделение философии образования и теоретической педагогики).
Скончался 4 ноября 2023 года на 93-м году жизни.

## Награды
- Премия К. Д. Ушинского Президиума Академии педагогических наук СССР (1971) — за книгу «Школа и образование в Чехословакии»[2]
- Медаль Я. А. Коменского Правительства Чехословакии — за цикл работ, посвященных научному наследию Я. А. Коменского[2]
- Медаль Йозефа Главки Президиума Чехословацкой академии наук — за вклад в российско-чехословацкое научное сотрудничество[2]